# Symphonie sur un chant montagnard français
Symphonie cévenole
La Symphonie sur un chant montagnard français pour orchestre et piano, dite Symphonie cévenole, opus 25 en sol majeur, est une symphonie concertante de Vincent d'Indy. Composée en 1886, elle fut créée le 20 mars 1887 aux Concerts Lamoureux avec la pianiste Marie-Léontine Bordes-Pène (1858-1924).
Le titre traduit le fait que le thème est issu d'un air de berger ardéchois recueilli par le compositeur. Ce thème forme la cellule sur laquelle est bâtie toute la symphonie. Le piano, bien qu'ayant un large rôle de soliste, se fond dans l'orchestre, qui lui offre ainsi la possibilité de maintenir de longs dialogues.

## Structure
Cette symphonie comprend trois mouvements réalisés dans l'esprit d'un allegro, d'un andante, puis d'un finale en forme de rondo :
1. Assez lent - Modérément animé - Allegro
2. Assez modéré mais sans lenteur
3. Animé

Durée : environ 25 minutes

## Instrumentation
| Instrumentation de la Symphonie sur un chant montagnard français                                                               |
| Bois |
| 3 flûtes (la 3e aussi petite flûte), 2 hautbois (le 2e aussi cor anglais), 2 clarinettes, 1 clarinette basse en si , 3 bassons |
| Cuivres |
| 4 cors, 2 trompettes, 2 cornets à pistons, 3 trombones, tuba                                                                   |
| Percussions |
| 3 timbales, triangle, cymbales, grosse caisse                                                                                  |
| Claviers / cordes pincées |
| Piano concertant, harpe |
| Cordes |
| Premiers violons, seconds violons, altos, violoncelles, contrebasses                                                           |

## Discographie
- Prague Radio Symphony Orchestra, direction Karel Sejna - Hélène Boschi, piano. LP Supraphon 1950 report CD Profil Édition Günter Hänssler 2021
- Orchestre philharmonique de Radio France, direction Marek Janowski - Catherine Collard, piano. CD Erato 1992
- Orchestre de Paris, direction Serge Baudo - Aldo Ciccolini, piano. CD Emi 1976